# Richard Greeff (Mediziner, 1862)
Karl Richard Greeff (* 18. Juni 1862 in Elberfeld (heute Stadtteil von Wuppertal); † 4. November 1938 in Berlin) war ein deutscher Augenarzt.

## Leben
Richard Greeff war ein Sohn des gleichnamigen Arztes und Zoologen Richard Greeff. Er studierte an der Philipps-Universität Marburg, der Universität  Leipzig und der Friedrich-Wilhelms-Universität zu Berlin und promovierte in Marburg Über das Auge von Siphorops thomensis. Nachdem er zunächst Assistent bei Hermann Schmidt-Rimpler gewesen war, wechselte er als Assistent zu Karl Schweigger. Zeitweise arbeitete er auch in Frankfurt am Main am Senckenbergischen Institut unter dem Pathologen Carl Weigert.
Seine Berliner Habilitationsschrift aus dem Jahr 1894 trug den Titel Über den feineren Bau der Netzhaut und des Sehnerven. Ab 1897 leitete Richard Greeff als außerordentlicher Professor die Abteilung für Augenkranke an der Charité und baute diese allmählich zur Voll- und Poliklinik aus. Trotz zahlreicher Rufe an andere Universitäten blieb er bis zu seiner Pensionierung 1928 in Berlin. In seiner Amtszeit unternahm er gegen Ende des 19. Jahrhunderts jedoch etliche Reisen, um das Wesen und die Behandlungsmöglichkeiten des Trachoms zu studieren. Diese führten ihn unter anderem nach Russland, Indien und Ägypten. 
Greeff war auch medizinhistorisch und künstlerisch interessiert. Er erforschte die augenärztlichen Darstellungen in der Kunst, die Geschichte der Augenheilkunde und der Brille und anderer Sehhilfen sowie die des Optikerhandwerks. Außerdem befasste er sich mit dem Leben des Ophthalmologen Albrecht von Graefe und legte eine Sammlung historischer Augenspiegel und anderer Instrumente an, die später zum Teil im Graefe-Museum in Heidelberg untergebracht wurde. Der größere Teil ging aber in den Besitz des Medico-historischen Museums im Kaiserin-Friedrich-Haus in Berlin über. Seine Sammlung zum Thema Brille und Sehhilfen wurde zum Grundstock der Sammlung der Carl-Zeiss-Stiftung in Jena.

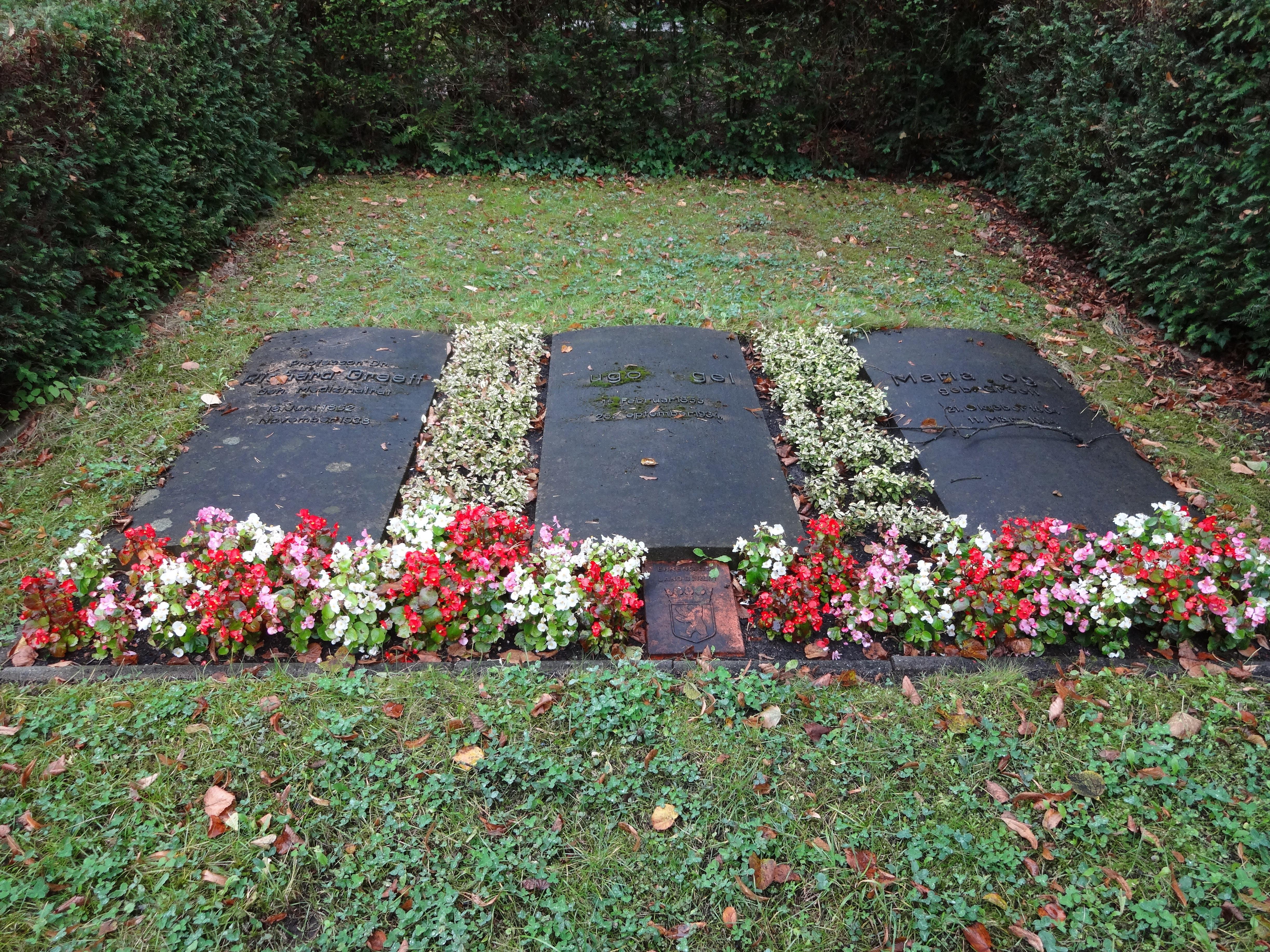
Grabstätte

Richard Greeff blieb unverheiratet. Sein Schwager Hugo Vogel schuf ein Porträt des Augenarztes, das sich in der Augenoptiker-Schule in Jena befindet. Er ist neben Vogel auf dem Friedhof Wannsee, Lindenstraße bestattet. Beide Gräber sind als Ehrengrab der Stadt Berlin gewidmet.